# VISSIM
فيزيم (بالإنجليزية: VISSIM)‏ هو برنامج صادر عن PTV بجامعة كارلسروهي بألمانيا، ويعمل على محاكاة حركة المرور بحيث يسهل التعرف على تأثير أي تغير مقترح في شبكة النقل. يمكن أن يستخدم VISSIM لمحاكاة الطرق والسكك الحديدية والخطوط الجوية والبحرية. يعرض VISSIM البيانات التي تم إدخالها مسبقًا على شكل مركبات ومشاه في بعدين أو ثلاثة أبعاد، حيث يتحكم البرنامج في حركة المركبات والتفاعل فيما بينها حسب رغبة المستخدم.

## التطبيقات الأساسية للبرنامج
أهم تطبيقات VISSIM هي:
- دراسة أثر إنشاء طريق جديد.
- دارسة اثر التغيرات المقترحة على الشبكة الحالية.

## مدخلات البرنامج
لعمل نموذج مماثل لشبكة الطرق المطلوبة، يحتاج المستخدم لادخال البيانات التالية:
- عدد المركبات عند كل اطراف النموذج «العدد الكلي كل 15 دقيقة أو 30 دقيقة أو ساعة أو أي فترة زمنية مناسبة» وتكون المركبات مكافئة لوحدة عربة ركاب PCU.
- عدد المركبات المنعطفة عند كل تقاطع «أو النسبة المئوية».
- ازمان الإشارات المرورية للتقاطعات الواقعة داخل حدود النموذج.

بالإضافة لذلك يمكن ادخال بيانات أخرى لضبط سلوك المركبات وسرعاتها وتركيبة المرور «نسبة كل نوع المركبات: عربة، شاحنة، دراجة...» وإمكانية تغير الحارات «التخطي» وغيرها من القيم التي تحسن من سلوك المركبات في النوذج لتكون قريبة من الواقع. يحتاج المستخدم قيم أخرى تقاس من الموقع لمعايرة النموذج هي:
- أطوال الصفوف عند التقاطعات الهامة.
- أزمان الرحلة على طول الطرق الرئيسية.
- قيم التشبع عند التقاطعات الهامة.

## معايرة النموذج Model Calibration
بعد بناء النموذج، تتم معايرة النموذج للتأكد من عدم وجود أخطاء به، ويتم بوضع عددات خاصة في النموذج عند نفس النقاط التي تم قياس قيمها في الموقع ومقارنتها وتتمثل هذه القيم في:
- عدد المركبات.
- نسب المركبات المنعطفة عند التقاطعات.
- التركيب العام للنموذج.

يجب أن لا تزيد نسبة الاختلاف GEH عن +/- 5%. «GEH هي معيار إحصائي للفرق بين عدد المركبات المقاسة في الموقع مقارنة بالقيم المقاسة من النموذج لساعة كاملة على الأقل».

## صلاحية النموذج Model Validation
بعد التأكد من نجاح معايرة النموذج، يتم التأكد من صلاحية النموذج التامة لمحاكاة الشبكة الحقيقة، ويتم ذلك بوضع عددات خاصة في النموذج عند نفس النقاط التي تم قياس قيمها في الموقع ومقارنتها وتتمثل هذه القيم في:
- أطوال الصفوف.
- أزمان الرحلة.
- قيم التشبع.

## عرض النتائج
بعد التأكد من صلاحية النموذج ومطابقته للواقع يتم عمل التعديلات المتوقع «مثل تغير في شبكة الطرق أو زيادة حجم المرور...» ومعرفة ما سيحدث بالضبط. هذه الخطوة تجنب متخذي القرار الكثير من الجهد والمال الذي يمكن أن يهدر في أحداث أي تغير حقيقي واكتشاف عيوبه لاحقًا. يمكن عرض النتائج في شكل قيم أو مشاهدة النموذج في بعدين أو ثلاثة أبعاد مع إمكانية إضافة المباني والأجسام ثلاثية الابعاد التي يمكن أن تصمم في برنامج ملحق لـ VISSIM أو جلبها من برامج أخرى مثل 3D MAX.